# Papa Clemente IX
Clemente IX, nascido Giulio Rospigliosi; (Pistoia, 28 de janeiro de 1600 — Roma, 9 de dezembro de 1669) foi o Papa da Igreja Católica e Soberano dos Estados Papais de 20 de junho de 1667 até a data de sua morte.

## Biografia

### Início da vida e educação
Giulio Rospigliosi nasceu em 1600 da família Rospigliosi, uma família nobre de Pistoia, no Grão-Ducado da Toscana, de Giacomo e Caterina Rospigliosi. Ele estudou no Seminário Romano e mais tarde na Universidade de Pisa como aluno dos jesuítas. Ele receberia doutorados em teologia, filosofia e direito civil e canônico em 1623. Depois de receber seu doutorado, ensinou teologia lá como professor entre 1623 e 1625.

### Episcopado e cardinalato
Mais tarde, Rospigliosi trabalhou em estreita colaboração com o Papa Urbano VIII (1623–1644), onde trabalhou no corpo diplomático como o Referendo da Assinatura Apostólica. Ele foi nomeado arcebispo titular de Tarso em 1644 e mais tarde recebeu consagração episcopal no Vaticano. Rospigliosi também serviu como Núncio Apostólico na Espanha entre 1644 e 1653, quando decidiu se aposentar desse cargo. Ele viveu na aposentadoria durante todo o pontificado do Papa Inocêncio X, que não gostava e se distanciava daqueles associados ao seu antecessor. Ele também foi feito vigário de Santa Maria Maggiore, em Roma.
Rospigliosi era um homem talentoso de letras que escrevia poesia, dramas e libretos, bem como a primeira ópera cômica, a saber, seu libreto de 1637 Chi soffre, speri. Ele também era um patrono de Nicolas Poussin, encomendando uma dança para a música do tempo dele e ditando sua iconografia.
O Papa Alexandre VII o nomeou cardeal em 1657 como cardeal-sacerdote de São Sisto e também foi nomeado cardeal secretário de Estado em 1655, que ocupou até 1667.

## Pontificado

### Eleição papal
O Papa Alexandre VII morreu em 1667 e um conclave para escolher seu sucessor foi chamado. O rei Luís XIV de França instruiu a facção francesa a apoiar seu apoio a Rospigliosi e também acreditava que ele apaziguaria a facção espanhola de Carlos II de Espanha devido ao fato de ter sido o núncio apostólico na Espanha. Em 20 de junho de 1667, ele foi eleito pontífice e recebeu o nome pontifício de "Clemente IX".
O novo papa foi coroado em 26 de junho de 1667 pelo protodeacon, cardeal Reinaldo d'Este. Mais tarde, ele tomou posse da Arquibasílica de São João de Latrão em 3 de julho de 1667.

### Ações
Nada de extraordinário ocorreu durante a curta administração de Clemente IX além do ajuste temporário das disputas entre a Santa Sé e os prelados da Igreja Gallican que se recusaram a participar da condenação dos escritos de Jansen. Ele foi mediador durante a paz de Aachen em 1668, nas guerras de sucessão entre França, Espanha, Inglaterra e Holanda.
Ele era popular com o povo de Roma, não tanto por sua erudição e aplicação nos negócios, como por sua extrema caridade e sua afabilidade para com grandes e pequenos. Ele aumentou a boa vontade de seus súditos comprando o monopolista que havia garantido o "macinato", ou privilégio de vender grãos, e como seu antecessor havia coletado o dinheiro para esse fim, Clemente IX teve o decreto publicado em nome de Alexandre VII. Dois dias por semana, ele ocupava um confessionário na igreja de São Pedro e ouvia qualquer um que desejasse confessar a ele. Ele frequentemente visitava os hospitais e era generoso em esmola para os pobres. Em uma época de nepotismo, ele fez pouco ou nada para avançar ou enriquecer sua família. Em sua aversão à notoriedade, ele se recusou a permitir que seu nome fosse colocado nos prédios erguidos durante seu reinado.

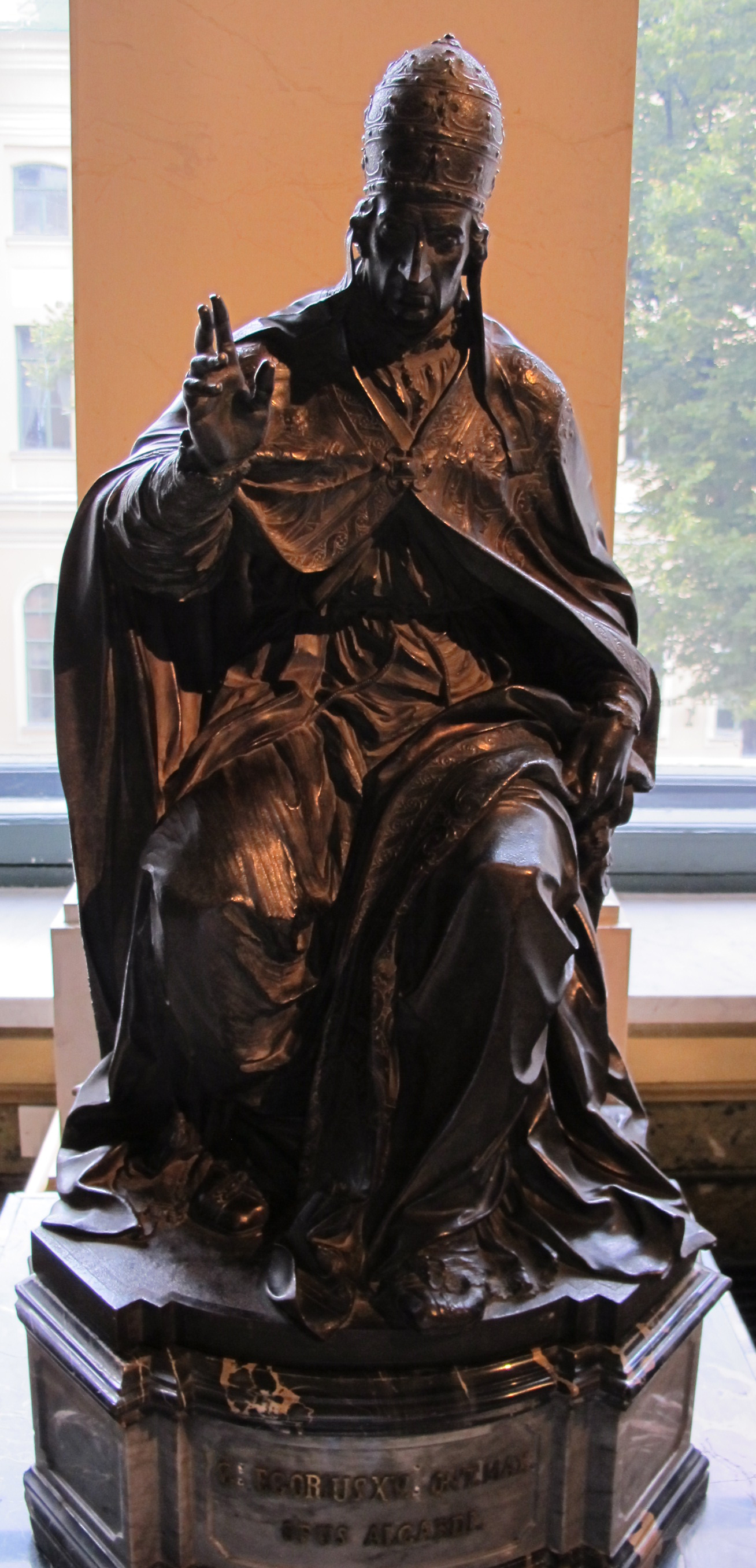
Estátua de Clemente IX

### Outras ações
Clemente IX confirmou o culto de Margarida de Sabóia em 9 de outubro de 1669. Ele também beatificou Rosa de Lima em 15 de abril de 1668. Em 28 de abril de 1668, ele canonizou Maria Madalena de Pazzi e Pedro de Alcântara.
Ele elevou 12 novos cardeais em três consistórios; isso incluiu Emilio Bonaventura Altieri, que o sucederia como Papa Clemente X.

### Reformas artísticas
Como papa, Clemente IX continuou seu interesse pelas artes. Ele embelezou a cidade de Roma com obras famosas encomendadas a Gian Lorenzo Bernini, incluindo os anjos da Ponte Sant'Angelo e a colunata da Basílica de São Pedro. Um tanto incomum para os papas da época, Clemente IX não teve seu nome exibido nos monumentos que ele construiu. Ele também abriu a primeira casa de ópera pública em Roma.[carece de fontes] E para os carnaval celebrações de 1668, encomendado Antonio Maria Abbatini da Capela Sistina, drama religioso La Baltasara. A produção teve sets desenhados por Bernini.

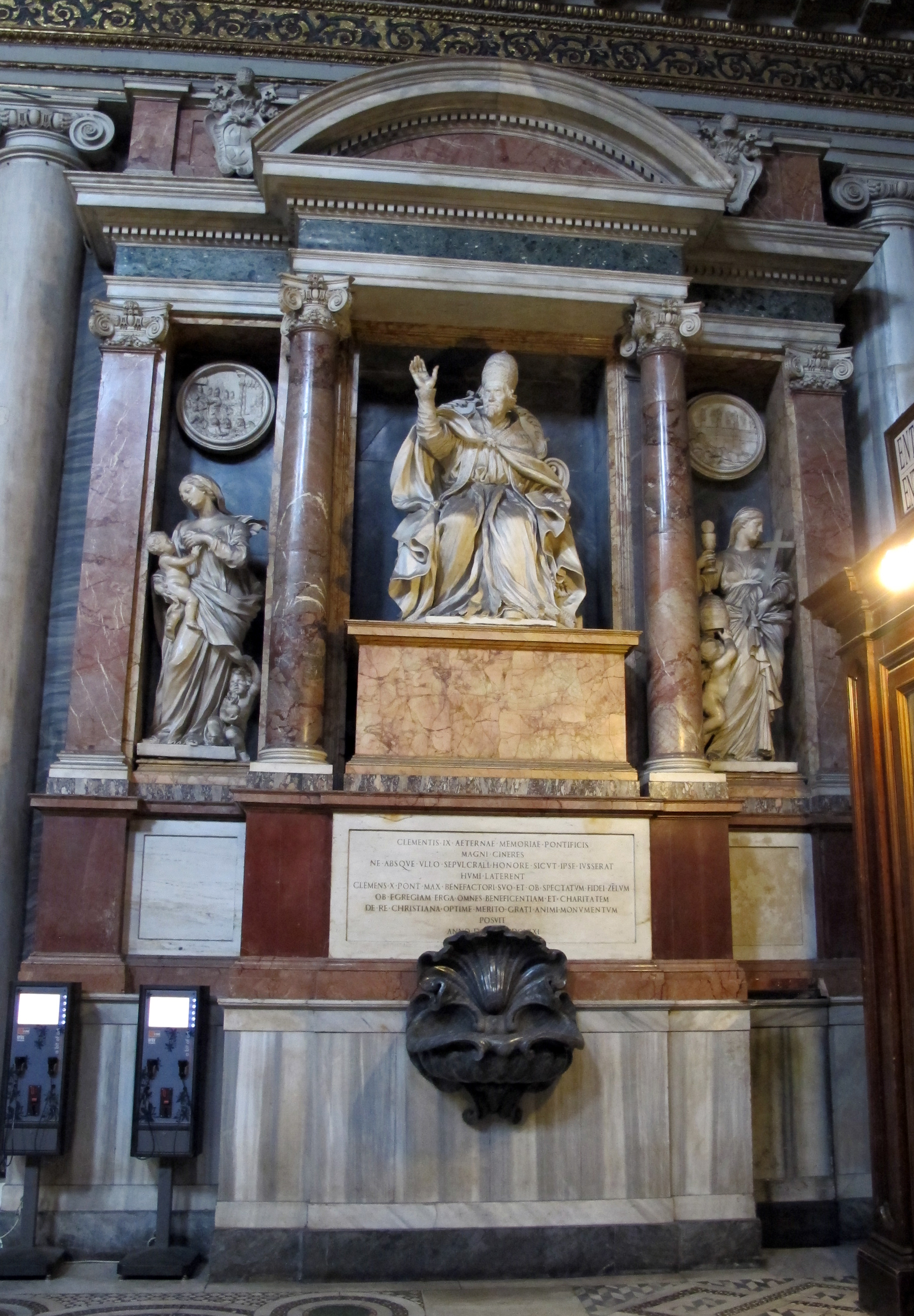
A tumba de Clemente IX

### Defesa contra os turcos
Clemente IX trabalhou para fortalecer as defesas venezianas contra os turcos na ilha de Creta. No entanto, ele não conseguiu obter um suporte mais amplo para essa causa. No final de outubro de 1669, Clemente IX adoeceu após receber notícias de que a fortaleza veneziana de Candia, em Creta, havia se rendido aos turcos.

## Morte e enterro
Clemente IX morreu em Roma, supostamente de coração partido, em 9 de dezembro de 1669. Seu sucessor, o Papa Clemente X (r. 1670-1676), construiu para ele uma tumba ornamentada na Basílica de Santa Maria Maior.
Clemente IX ficou gravemente doente durante o outono de 1669 com uma hérnia e pedras nos rins. Apesar da doença e da ansiedade com os avanços turcos em Creta, ele viajou em peregrinação às sete basílicas romanas, porém, naquela noite, teve uma grave apoplexia. Em 29 de novembro, apenas dez dias antes de morrer, ele nomeou sete novos cardeais e anunciou um que havia reservado "in pectore". No entanto, o papa moribundo pretendia criar uma "facção" para seu sobrinho com a qual usar no próximo conclave para defender suas políticas. Clemente IX morreu de um derrame em 9 de dezembro, e acredita-se que isso talvez tenha ocorrido ao saber da derrota e expulsão dos venezianos de Creta. 
Após a sua morte, o agente florentino em Roma, escrevendo ao Grão-Duque alguns dias depois, acusa o falecido Clemente IX de ter ocultado o facto de ser epiléptico, o que teria, segundo o direito canónico em vigor na altura, o inabilitou para o exercício de quaisquer funções eclesiásticas, porém, isso nunca foi comprovado.